# Blanche Bingley
Blanche Bingley (Greenford, Londres, Inglaterra, 3 de noviembre de 1863 - Londres, Inglaterra, 6 de agosto de 1946) fue una tenista británica.

## Trayectoria
Bingley fue miembro del "Ealing Lawn Tennis & Archery Club". En 1884 compitió por primera vez en el torneo del Wimbledon en su versión femenina y dos años más tarde conseguiría el primero de sus 6 títulos individuales. También terminó 7 veces como segunda, lo que le hacen poseedora del récord de 13 finales, con 14 años de distancia entre su primer y su último título.
El récord de Bingley en Wimbledon sugiere que fue la segunda tenista femenina más importante de su época por detrás de Lottie Dod, quien le derrotó en nada menos que 5 finales.
Como era tradición en esa época, una vez casada, Bingley recibió el nombre de su marido y por ello, en varios récords aparece con el nombre de Blanche Bingley Hillyard. Alcanzó una final de Wimbledon a los 37 años y continuó compitiendo hasta la edad de 49. Su último torneo de Wimbledon lo jugó en 1913.
Bingley también venció en tres ocasiones el Campeonato Irlandés y en dos ocasiones el título alemán.
Su marido, Commander George Whiteside Hillyard fue uno de los tenistas masculinos más famosos del circuito internacional entre 1886 y 1914.

## Récord del Grand Slam
- Wimbledon
  - Campeonatos: 1886, 1889, 1894, 1897, 1899, 1900
  - Subcampeonatos: 1885, 1887, 1888, 1891, 1892, 1893, 1901

## Finales individuales del Grand Slam

### Campeonatos
| Año  | Campeonato    | Rival en la final       | Resultado     |
| 1886 | Wimbledon     | Maud Watson             | 6–3, 6–3      |
| 1889 | Wimbledon (2) | Helena Rice             | 4–6, 8–6, 6–4 |
| 1894 | Wimbledon (3) | Edith Austin Greville   | 6–1, 6–1      |
| 1897 | Wimbledon (4) | Charlotte Cooper Sterry | 5–7, 7–5, 6–2 |
| 1899 | Wimbledon (5) | Charlotte Cooper Sterry | 6–2, 6–3      |
| 1900 | Wimbledon (6) | Charlotte Cooper Sterry | 4–6, 6–4, 6–4 |

### Subcampeonatos
| Año  | Campeonato | Rival en la final       | Resultado     |
| 1885 | Wimbledon  | Maud Watson             | 6–1, 7–5      |
| 1887 | Wimbledon  | Lottie Dod              | 6–2, 6–0      |
| 1888 | Wimbledon  | Lottie Dod              | 6–3, 6–3      |
| 1891 | Wimbledon  | Lottie Dod              | 6–2, 6–1      |
| 1892 | Wimbledon  | Lottie Dod              | 6–1, 6–1      |
| 1893 | Wimbledon  | Lottie Dod              | 6–8, 6–1, 6–4 |
| 1901 | Wimbledon  | Charlotte Cooper Sterry | 6–2, 6–2      |